# Eiskunstlauf-Weltmeisterschaften 2015
Die 105. Eiskunstlauf-Weltmeisterschaften fanden vom 23. bis 29. März 2015 im Shanghai Oriental Sports Center in der chinesischen Stadt Shanghai statt. Die Internationale Eislaufunion gab die Vergabe der Titelkämpfe im Juni 2012 bekannt. China war damit zum ersten Mal Ausrichter von Eiskunstlauf-Weltmeisterschaften.

## Bilanz

### Medaillenspiegel
| Platz | Land                | Gold | Silber | Bronze | Gesamt |
| ----- | ------------------- | ---- | ------ | ------ | ------ |
| 1     | Kanada              | 1    | –      | 1      | 2      |
| 1     | Russland            | 1    | –      | 1      | 2      |
| 3     | Frankreich          | 1    | –      | –      | 1      |
| 3     | Spanien             | 1    | –      | –      | 1      |
| 5     | Japan               | –    | 2      | –      | 2      |
| 6     | Volksrepublik China | –    | 1      | 1      | 2      |
| 7     | Vereinigte Staaten  | –    | 1      | –      | 1      |
| 8     | Kasachstan          | –    | –      | 1      | 1      |

### Medaillengewinner
| Konkurrenz | Gold                                    | Silber                     | Bronze                       |
| ---------- | --------------------------------------- | -------------------------- | ---------------------------- |
| Herren     | Javier Fernández                        | Yuzuru Hanyū               | Denis Ten                    |
| Damen      | Jelisaweta Tuktamyschewa                | Satoko Miyahara            | Jelena Radionowa             |
| Paare      | Meagan Duhamel / Eric Radford           | Sui Wenjing / Han Cong     | Pang Qing / Tong Jian        |
| Eistanz    | Gabriella Papadakis / Guillaume Cizeron | Madison Chock / Evan Bates | Kaitlyn Weaver / Andrew Poje |

## Ergebnisse
- K = Kür
- KP = Kurzprogramm
- KT = Kurztanz
- Pkt. = Punkte

### Herren
| Platz              | Sportler                   | Land                | Pkt.   | KP | KP    | K  | K      |
| ------------------ | -------------------------- | ------------------- | ------ | -- | ----- | -- | ------ |
| 1                  | Javier Fernández           | Spanien             | 273,90 | 2  | 92,74 | 2  | 181,16 |
| 2                  | Yuzuru Hanyū               | Japan               | 271,08 | 1  | 95,20 | 3  | 175,88 |
| 3                  | Denis Ten                  | Kasachstan          | 267,72 | 3  | 85,89 | 1  | 181,83 |
| 4                  | Jason Brown                | Vereinigte Staaten  | 248,29 | 6  | 84,32 | 5  | 163,97 |
| 5                  | Nam Nguyen                 | Kanada              | 242,59 | 9  | 77,73 | 4  | 164,86 |
| 6                  | Misha Ge                   | Usbekistan          | 234,89 | 8  | 78,52 | 7  | 156,37 |
| 7                  | Maxim Kowtun               | Russland            | 230,70 | 16 | 70,82 | 6  | 159,88 |
| 8                  | Adam Rippon                | Vereinigte Staaten  | 229,71 | 11 | 75,14 | 8  | 154,57 |
| 9                  | Florent Amodio             | Frankreich          | 229,62 | 7  | 80,84 | 11 | 148,78 |
| 10                 | Yan Han                    | Volksrepublik China | 229,15 | 5  | 84,45 | 13 | 144,70 |
| 11                 | Joshua Farris              | Vereinigte Staaten  | 223,04 | 13 | 73,52 | 10 | 149,52 |
| 12                 | Takahiko Kozuka            | Japan               | 222,69 | 19 | 70,15 | 9  | 146,81 |
| 13                 | Sergei Woronow             | Russland            | 218,41 | 4  | 84,70 | 17 | 133,71 |
| 14                 | Ronald Lam                 | Hongkong            | 214,36 | 14 | 72,66 | 14 | 141,70 |
| 15                 | Michal Březina             | Tschechien          | 213,83 | 10 | 76,84 | 15 | 136,99 |
| 16                 | Takahito Mura              | Japan               | 211,74 | 23 | 64,93 | 12 | 146,81 |
| 17                 | Oleksij Bytschenko         | Israel              | 209,26 | 12 | 74,98 | 16 | 137,28 |
| 18                 | Chafik Besseghier          | Frankreich          | 199,86 | 18 | 70,27 | 19 | 129,59 |
| 19                 | Lee June-hyoung            | Südkorea            | 197,52 | 24 | 64,51 | 18 | 133,01 |
| 20                 | Brendan Kerry              | Australien          | 194,57 | 17 | 70,36 | 21 | 124,21 |
| 21                 | Michael Christian Martinez | Philippinen         | 192,38 | 22 | 67,03 | 20 | 125,35 |
| 22                 | Jeremy Ten                 | Kanada              | 183,79 | 15 | 72,28 | 22 | 111,51 |
| 23                 | Alexander Majorov          | Schweden            | 176,55 | 21 | 67,53 | 23 | 109,02 |
| 24                 | Yaroslav Paniot            | Ukraine             | 174,52 | 20 | 69,09 | 24 | 105,43 |
| Kür nicht erreicht |                            |                     |        |    |       |    |        |
| 25                 | Ivan Righini               | Italien             | 063,05 | 25 | 63,05 |    |        |
| 26                 | Song Nan                   | Volksrepublik China | 061,69 | 26 | 61,69 |    |        |
| 27                 | Petr Coufal                | Tschechien          | 060,31 | 27 | 60,31 |    |        |
| 28                 | Pavel Ignatenko            | Belarus             | 058,78 | 28 | 58,78 |    |        |
| 29                 | Peter Liebers              | Deutschland         | 054,28 | 29 | 54,28 |    |        |
| 30                 | Stéphane Walker            | Schweiz             | 053,42 | 30 | 53,42 |    |        |

### Damen
| Platz              | Sportlerin                 | Land                | Pkt.   | KP | KP    | K  | K      |
| ------------------ | -------------------------- | ------------------- | ------ | -- | ----- | -- | ------ |
| 1                  | Jelisaweta Tuktamyschewa   | Russland            | 210,36 | 1  | 77,62 | 1  | 132,74 |
| 2                  | Satoko Miyahara            | Japan               | 193,60 | 3  | 67,02 | 4  | 126,58 |
| 3                  | Jelena Radionowa           | Russland            | 191,47 | 2  | 69,51 | 6  | 121,96 |
| 4                  | Gracie Gold                | Vereinigte Staaten  | 188,96 | 8  | 60,73 | 2  | 128,23 |
| 5                  | Ashley Wagner              | Vereinigte Staaten  | 185,01 | 11 | 57,81 | 3  | 127,20 |
| 6                  | Rika Hongo                 | Japan               | 184,58 | 5  | 62,17 | 5  | 122,41 |
| 7                  | Kanako Murakami            | Japan               | 179,66 | 4  | 65,48 | 8  | 114,18 |
| 8                  | Polina Edmunds             | Vereinigte Staaten  | 177,83 | 7  | 61,71 | 7  | 116,12 |
| 9                  | Li Zijun                   | Volksrepublik China | 165,22 | 6  | 61,83 | 11 | 103,39 |
| 10                 | Maé-Bérénice Méité         | Frankreich          | 162,75 | 12 | 57,08 | 10 | 105,67 |
| 11                 | Alaine Chartrand           | Kanada              | 161,18 | 10 | 60,24 | 12 | 100,94 |
| 12                 | Park So-youn               | Südkorea            | 160,75 | 15 | 53,95 | 9  | 106,80 |
| 13                 | Anna Pogorilaja            | Russland            | 160,31 | 9  | 60,50 | 13 | 099,81 |
| 14                 | Joshi Helgesson            | Schweden            | 155,35 | 13 | 56,28 | 14 | 099,07 |
| 15                 | Nicole Rajičová            | Slowakei            | 152,61 | 14 | 54,40 | 15 | 098,21 |
| 16                 | Angelīna Kučvaļska         | Lettland            | 141,54 | 23 | 45,74 | 16 | 095,80 |
| 17                 | Anne Line Gjersem          | Norwegen            | 139,75 | 20 | 49,25 | 17 | 090,50 |
| 18                 | Daša Grm                   | Slowenien           | 137,45 | 22 | 47,21 | 18 | 090,24 |
| 19                 | Kim Hae-jin                | Südkorea            | 136,24 | 18 | 50,03 | 19 | 086,21 |
| 20                 | Roberta Rodeghiero         | Italien             | 134,74 | 17 | 51,42 | 21 | 083,32 |
| 21                 | Gabrielle Daleman          | Kanada              | 133,57 | 21 | 48,13 | 20 | 085,44 |
| 22                 | Elene Gedewanischwili      | Georgien            | 132,25 | 16 | 52,11 | 22 | 080,14 |
| 23                 | Nicole Schott              | Deutschland         | 127,56 | 19 | 49,29 | 23 | 078,27 |
| 24                 | Giada Russo                | Italien             | 120,11 | 24 | 43,85 | 24 | 076,26 |
| Kür nicht erreicht |                            |                     |        |    |       |    |        |
| 25                 | Natalia Popova             | Ukraine             | 43,60  | 25 | 43,60 |    |        |
| 26                 | Ivett Tóth                 | Ungarn              | 43,47  | 26 | 43,47 |    |        |
| 27                 | Eliška Březinová           | Tschechien          | 43,37  | 27 | 43,37 |    |        |
| 28                 | Aleksandra Golovkina       | Litauen             | 43,16  | 28 | 43,16 |    |        |
| 29                 | Anastassia Galustjan       | Armenien            | 41,84  | 29 | 41,84 |    |        |
| 30                 | Netta Schreiber            | Israel              | 41,84  | 30 | 41,84 |    |        |
| 31                 | Kiira Korpi                | Finnland            | 41,11  | 31 | 41,11 |    |        |
| 32                 | Niki Wories                | Niederlande         | 40,38  | 32 | 40,38 |    |        |
| 33                 | Eveline Brunner            | Schweiz             | 39,69  | 33 | 39,69 |    |        |
| 34                 | Alisson Krystle Perticheto | Philippinen         | 38,75  | 34 | 38,75 |    |        |
| 35                 | Brooklee Han               | Australien          | 35,54  | 35 | 35,54 |    |        |
| Z                  | Kerstin Frank              | Österreich          |        |    |       |    |        |

### Paare
| Platz              | Sportler                                   | Land                   | Pkt.   | KP | KP    | K  | K      |
| ------------------ | ------------------------------------------ | ---------------------- | ------ | -- | ----- | -- | ------ |
| 1                  | Meagan Duhamel / Eric Radford              | Kanada                 | 221,53 | 1  | 76,98 | 1  | 144,55 |
| 2                  | Sui Wenjing / Han Cong                     | Volksrepublik China    | 214,12 | 3  | 71,63 | 2  | 142,49 |
| 3                  | Pang Qing / Tong Jian                      | Volksrepublik China    | 212,77 | 2  | 72,59 | 3  | 140,18 |
| 4                  | Peng Cheng / Zhang Hao                     | Volksrepublik China    | 206,63 | 5  | 69,67 | 4  | 136,96 |
| 5                  | Juko Kawaguti / Alexander Smirnow          | Russland               | 198,91 | 4  | 71,59 | 6  | 127,32 |
| 6                  | Jewgenija Tarassowa / Wladimir Morosow     | Russland               | 198,46 | 6  | 67,71 | 5  | 130,75 |
| 7                  | Alexa Scimeca / Chris Knierim              | Vereinigte Staaten     | 185,81 | 7  | 65,56 | 7  | 120,25 |
| 8                  | Julianne Séguin / Charlie Bilodeau         | Kanada                 | 178,03 | 10 | 60,53 | 10 | 117,50 |
| 9                  | Vanessa James / Morgan Ciprès              | Frankreich             | 177,34 | 12 | 58,28 | 8  | 119,06 |
| 10                 | Kristina Astachowa / Alexei Rogonow        | Russland               | 173,58 | 13 | 55,55 | 9  | 118,03 |
| 11                 | Valentina Marchei / Ondřej Hotárek         | Italien                | 172,55 | 9  | 60,56 | 11 | 111,99 |
| 12                 | Haven Denney / Brandon Frazier             | Vereinigte Staaten     | 172,51 | 8  | 61,32 | 12 | 111,19 |
| 13                 | Ljubow Iljuschetschkina / Dylan Moscovitch | Kanada                 | 169,91 | 11 | 60,32 | 13 | 109,59 |
| 14                 | Nicole Della Monica / Matteo Guarise       | Italien                | 151,77 | 14 | 54,48 | 15 | 097,29 |
| 15                 | Mari-Doris Vartmann / Aaron Van Cleave     | Deutschland            | 147,84 | 15 | 47,76 | 14 | 100,08 |
| 16                 | Amani Fancy / Christopher Boyadji          | Vereinigtes Königreich | 130,22 | 16 | 46,69 | 16 | 083,53 |
| Kür nicht erreicht |                                            |                        |        |    |       |    |        |
| 17                 | Maria Paliakova / Nikita Bochkov           | Belarus                | 46,17  | 17 | 46,17 |    |        |
| 18                 | Miriam Ziegler / Severin Kiefer            | Österreich             | 45,99  | 18 | 45,99 |    |        |
| 19                 | Narumi Takahashi / Ryūichi Kihara          | Japan                  | 44,54  | 19 | 44,54 |    |        |

### Eistanz
| Platz                          | Sportler                                     | Land                   | Pkt.   | KT | KT    | K  | K      |
| ------------------------------ | -------------------------------------------- | ---------------------- | ------ | -- | ----- | -- | ------ |
| 1                              | Gabriella Papadakis / Guillaume Cizeron      | Frankreich             | 184,28 | 4  | 71,94 | 1  | 112,34 |
| 2                              | Madison Chock / Evan Bates                   | Vereinigte Staaten     | 181,34 | 1  | 74,47 | 2  | 106,87 |
| 3                              | Kaitlyn Weaver / Andrew Poje                 | Kanada                 | 179,42 | 2  | 72,68 | 3  | 106,74 |
| 4                              | Anna Cappellini / Luca Lanotte               | Italien                | 177,50 | 3  | 72,39 | 4  | 105,11 |
| 5                              | Maia Shibutani / Alex Shibutani              | Vereinigte Staaten     | 172,03 | 6  | 69,32 | 5  | 102,71 |
| 6                              | Piper Gilles / Paul Poirier                  | Kanada                 | 165,22 | 7  | 65,90 | 6  | 099,32 |
| 7                              | Jelena Iljinych / Ruslan Schiganschin        | Russland               | 164,84 | 5  | 69,46 | 9  | 095,38 |
| 8                              | Xenija Monko / Kirill Chaljawin              | Russland               | 159,13 | 10 | 62,36 | 8  | 096,77 |
| 9                              | Alexandra Stepanowa / Iwan Bukin             | Russland               | 156,95 | 14 | 59,62 | 7  | 097,33 |
| 10                             | Madison Hubbell / Zachary Donohue            | Vereinigte Staaten     | 156,56 | 11 | 61,43 | 10 | 095,13 |
| 11                             | Laurence Fournier Beaudry / Nikolaj Sørensen | Dänemark               | 156,23 | 9  | 62,40 | 11 | 093,83 |
| 12                             | Charlène Guignard / Marco Fabbri             | Italien                | 153,84 | 12 | 61,02 | 12 | 092,82 |
| 13                             | Alexandra Paul / Mitchell Islam              | Kanada                 | 152,59 | 8  | 64,38 | 14 | 088,21 |
| 14                             | Sara Hurtado / Adrià Díaz                    | Spanien                | 148,67 | 15 | 59,16 | 13 | 089,51 |
| 15                             | Federica Testa / Lukáš Csölley               | Slowakei               | 142,29 | 13 | 60,07 | 15 | 082,22 |
| 16                             | Alisa Agafonova / Alper Uçar                 | Türkei                 | 136,47 | 16 | 56,07 | 16 | 080,40 |
| 17                             | Oleksandra Nasarowa / Maxym Nikitin          | Ukraine                | 133,80 | 17 | 55,08 | 17 | 078,72 |
| 18                             | Carolina Moscheni / Ádám Lukács              | Ungarn                 | 131,01 | 19 | 53,05 | 18 | 077,96 |
| 19                             | Wang Shiyue / Liu Xinyu                      | Volksrepublik China    | 128,77 | 18 | 54,38 | 19 | 074,39 |
| 20                             | Allison Reed / Vasili Rogov                  | Israel                 | 124,32 | 20 | 51,12 | 20 | 073,20 |
| Nicht für die Kür qualifiziert |                                              |                        |        |    |       |    |        |
| 21                             | Barbora Silná / Juri Kurakin                 | Österreich             | 49,57  | 21 | 49,57 |    |        |
| 22                             | Cathy Reed / Chris Reed                      | Japan                  | 48,32  | 22 | 48,32 |    |        |
| 23                             | Irina Štork / Taavi Rand                     | Estland                | 48,04  | 23 | 48,04 |    |        |
| 24                             | Natalia Kaliszek / Maksym Spodyriev          | Polen                  | 45,46  | 24 | 45,46 |    |        |
| 25                             | Cecilia Törn / Jussiville Partanen           | Finnland               | 45,11  | 25 | 45,11 |    |        |
| 26                             | Rebeka Kim / Kirill Minov                    | Südkorea               | 45,09  | 26 | 45,09 |    |        |
| 27                             | Olivia Smart / Joseph Buckland               | Vereinigtes Königreich | 44,32  | 27 | 44,32 |    |        |
| 28                             | Viktoria Kavaliova / Yurii Bieliaiev         | Belarus                | 43,21  | 28 | 43,21 |    |        |
| 29                             | Olga Jakushina / Andrey Nevskiy              | Lettland               | 42,37  | 29 | 42,37 |    |        |
| Z                              | Nelli Schiganschina / Alexander Gazsi        | Deutschland            |        |    |       |    |        |